# Investering
Investering er et begreb med adskillige nært beslægtede betydninger indenfor ledelse, finansiering og økonomi, der har en fælles relation om at spare og dermed udskyde et forbrug. Investering er den aktive omdirigering af ressourcer: fra at blive brugt i dag, til at skabe fordele i fremtiden, brug af aktiver for at tjene indkomst eller opnå fortjeneste. For eksempel: man køber en genstand, som man håber på, bliver mere værd i fremtiden, så man dermed kan tjene flere penge på genstanden, end man gav for den i begyndelsen.
En investering er det valg den enkelte foretager efter en grundig analyse, ved at placere eller låne penge i eksempelvis en bil, ejendom, værdipapirer eller obligationer, som er tilstrækkelig lav risiko og giver mulighed for at skabe et afkast over en periode. Dog er der mulighed for, at investeringen slår fejl, og man opnår derved en dårlig investering. Når begrebet investering anvendes i det daglige, er det oftest i et finansielt øjemed og hovedsageligt med tanke på aktier, obligationer, værdipapirer og ETF'er. Sidstnævnte er på det seneste blevet en favorit ved privat investering.